# کاپالبیو
کاپالبیو (به ایتالیایی: Capalbio) یک کومونه در ایتالیا است که در استان گروستو واقع شده‌است.

## خصوصیات
کاپالبیو ۱۸۷٫۵ کیلومترمربع مساحت و ۴٬۰۴۶ نفر جمعیت دارد و ۲۱۷ متر بالاتر از سطح دریا واقع شده‌است.

## خواهرخوانده
شهر Ortucchio خواهرخواندهٔ کاپالبیو هست.